# Họ Lam quả
Họ Lam quả (danh pháp khoa học: Nyssaceae) là một họ thực vật nhỏ có họ với họ Sơn thù du (Cornaceae) và cũng hay được đưa vào trong họ thực vật này. Theo các định nghĩa phổ biến nhất thì họ này bao gồm 5 chi với khoảng 22 loài cây thân gỗ sớm rụng lá như sau:
- Nyssa: Khoảng 7-10 loài lam quả thụ hay hà bá, tử. Phân bố ở miền đông Bắc Mỹ và miền đông tới đông nam châu Á. Tại Việt Nam có 2-3 loài.
- Camptotheca: 2 loài hỉ thụ ở Trung Quốc
- Davidia: 1 loài (Davidia involucrata) hoa lệch hay đa vít, củng đồng ở miền trung và nam Trung Quốc. Cũng có ở Việt Nam.
- Diplopanax: 2 loài sâm mã đề ở miền nam Trung Quốc và Việt Nam.
- Mastixia: Khoảng 19 loài tại Đông Nam Á. Tại Việt Nam có khoảng 3-4 loài, gọi là búi lửa hay đơn thất thù du.

Trong một số hệ thống phân loại thì chi Davidia được đưa vào trong họ riêng của chính nó, gọi là Davidiaceae, nhưng điều này ít được công nhận và tuân theo. Các chi Diplopanax và Mastixia đôi khi cũng được tách ra thành họ Mastixiaceae
Trong hệ thống APG III năm 2009, họ này được gộp trong họ Cornaceae như là phân họ Nyssoideae .
Hệ thống APG IV công nhận Nyssaceae là một họ riêng biệt.

## Phát sinh chủng loài
Cây phát sinh chủng loài trong phạm vi họ Nyssaceae dưới đây dựa theo Xiang et al. (2002), Fan C. Z. & Xiang Q. Y. (2003), Xiang et al. (2011) và Zhenyan Yang & Yunheng Ji (2017).

|  | Diplopanax |
|  |            |
|  | Mastixia   |
|  |            |

|  | \| \| Nyssa \| \| \| \| \| \| Camptotheca \| \| \| \| |
|  |                                                       |
|  | Davidia                                               |
|  |                                                       |
|  | Nyssa                                                 |
|  |                                                       |
|  | Camptotheca                                           |
|  |                                                       |

|  | Nyssa       |
|  |             |
|  | Camptotheca |
|  |             |

|  | Diplopanax |
|  |            |
|  | Mastixia   |
|  |            |

|  | \| \| Nyssa \| \| \| \| \| \| Camptotheca \| \| \| \| |
|  |                                                       |
|  | Davidia                                               |
|  |                                                       |
|  | Nyssa                                                 |
|  |                                                       |
|  | Camptotheca                                           |
|  |                                                       |

|  | Nyssa       |
|  |             |
|  | Camptotheca |
|  |             |